# Parti de l'unité et de la démocratie
Le Parti de l'unité et de la démocratie (PUD, arabe : حزب الوحدة والديمقراطية) est un parti politique marocain créé en 2008 par Ahmed Fitri, il est issu d'une scission de l'historique parti de l'Istiqlal. Lors des dernières élections législatives de 2011, le parti a obtenu un seul siège sur les 395 constituant la chambre basse marocaine.

## Représentation législative
Lors des législatives de 2011, le Parti de l'unité et la démocratie a obtenu un seul siège dans la circonscription Azilal demnate le siège a été obtenu par Abderrazak Naitdbou, Il a remporté les dernières élections malgré les défis difficiles auxquels il a été confronté. Sa campagne électorale a connu  la présence de nombreuses personnes (voitures, camions) qui ont couvert toute la ville de Demnate et ses environs pour le soutenir , tout le monde a été surpris puisque  certaines personnes ont dit que ce n’est plus une  campagne électorale, mais plutôt comme la Marche Verte.

## Représentation communale
Lors de sa participation aux communales de 2009, le parti a obtenu 84 sièges avec 0,30 % de taux de votes.